# Имани, Блэр
Блэр Имани (урожденная Блэр Элизабет Браун, 31 октября 1993 г.) — американская писательница, историк и борец за равенство. Блэр идентифицирует себя как квир, чернокожая и мусульманка. Блэр является членом движения Black Lives Matter и известна протестом против убийства Алтона Стерлинга и постановления правительства № 13769.

## Образование и карьера
Имани окончила Университет штата Луизиана (LSU) в 2015 году.
Во время учёбы в LSU Имани в 2014 году основала организацию под названием Равенство для НЕЁ Архивная копия от 8 марта 2021 на Wayback Machine. «Равенство для НЕЁ» — это некоммерческая организация, которая предоставляет ресурсы для поддержки женщин и небинарных людей. В 2016 году Блэр работала в качестве пресс-атташе в Planned Parenthood Action Fund. В настоящее время она возглавляет Civic Action & Campaign в DoSomething.org, крупнейшей технологической компании, ориентированной исключительно на молодежь и социальные изменения в обществе. Имани — автор книги Modern HERstory: Истории женщин и небинарных людей переписывающих историю, опубликованной Ten Speed Press 16 октября 2018 года. Книга проиллюстрирована Моникой Ле и «освещает 70 забытых, но важных цветных людей, квир-людей, трансгендеров, инвалидов и многих других, которые меняют мир прямо сейчас».
Блэр также является автором иллюстрированной книги по истории «Путь домой: Великая миграция и чёрная американская мечта», опубликованной в январе 2020 года. Книга проиллюстрирована Рашель Бейкер и рассказывает о Великой миграции, истории чернокожих и о том, «как привилегия проявляется даже в том, как мы изображаем истории чернокожих людей».

## Активизм в Батон-Руже

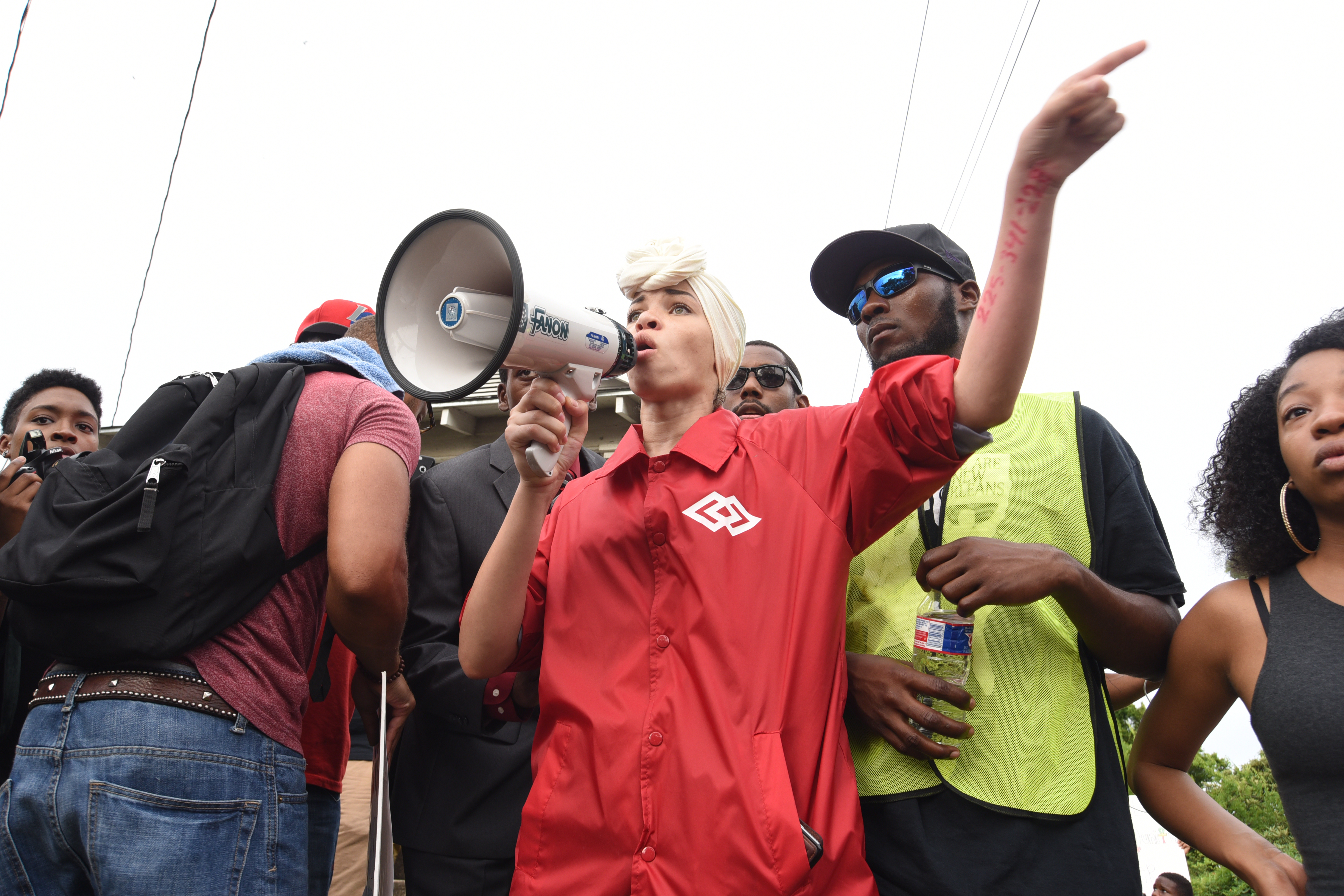
Блэр Имани на митинге в Батон-Руже в знак протеста против убийства полицией Олтона Стерлинга

10 июля 2016 года, после убийства полицейскими Альтона Стерлинга, Имани приняла участие в акции протеста в Батон-Руже, штат Луизиана. Во время протеста она была арестована вместе со своим партнером Акимом Мухаммадом. В интервью для сайта The Intercept Имани подробно рассказала о своём столкновении с полицейскими спецназа Батон-Ружа. Она утверждала, что её топтали и словесно угрожали. Блэр была сфотографирована кричащей, когда её уносили сотрудники спецназа.
Во время задержания один офицеров приказал: «Проучи её», а другой офицер сорвал с неё хиджаб.
Менее чем через неделю после ареста Имани вместе с Ассоциацией студентов государственного университета Луизианы помогла организовать пикет в честь убийства трех полицейских Батон-Ружа. В статье в The Advocate она сказала: «Любое насилие — это неправильно» и что она против любой жестокости, включая насилие в отношении полицейских.
Имани выросла в христианской семье, но в храмах всегда чувствовала себя некомфортно. Имани приняла ислам в 2015 году после того, как нашла утешение в исламе. Перед принятием ислама Имани участвовала в протестах Black Lives Matter. Этот протест проходил сразу после стрельбы в Чапел-Хилле в 2015 году, поэтому Имани решила связаться со всеми близлежащими мечетями и бороться как за жизни чернокожих, так и за права и безопасность мусульман в Америке. Эта связь помогла зародить идею обращения в ислам. Она также читала Коран и использовала это, чтобы укрепить свою связь с Богом.
Описывая своё решение сменить имя, она объяснила, что выбрала имя Имани, «потому что Имани означает „моя вера“, также „Имани“ является названием одного из дней Кванзы, а также словом из суахили и арабского языка и я почувствовала, что это слово заключило в себе мой путь к исламу».
Имани начала соблюдать хиджаб через год после принятия ислама. После выборов в США в 2016 году она на короткое время прекратила покрывать голову.

## Личная жизнь
Имани случайно совершила камин-аут как квир в июне 2017 года на национальном консервативном шоу Tucker Carlson Tonight . На данном шоу Блэр говорила о борьбе за сообщества, одним из которых было сообщество ЛГБТК. Ведущий, Такер Карлсон перебил её и заявил: «Вы здесь не для того, чтобы говорить от имени этих сообществ», на что Блэр ответила: «Ну, Такер Карлсон, я не только мусульманка, но и темнокожая квир». Это заявление вызвало как положительный, так и отрицательный резонанс во многих сообществах. После данного заявления к Имани стали поступать угрозы с убийством, а также слова поддержки. После камин-аута она сказала, что получила поддержку «от квир-мусульман и молодых людей со всего мира» и что она нашла утешение в репрезентации ЛГБТ-мусульман на The Bold Type .